# 오스트레일리아 농구 국가대표팀
오스트레일리아 농구 국가대표팀은 오스트레일리아의 농구 대표팀이다. 올림픽 농구 본선에는 15번 출전하여 그 중 4번의 대회에서 4위의 성적을 기록했고 FIBA 농구 월드컵 본선에는 12번 출전하여 2019년 대회에서 4위를 차지했으며 FIBA 오세아니아 챔피언십에는 21번의 대회 중 20번 출전하여 불참한 1999년 대회와 준우승에 머문 2001년과 2009년 대회를 제외한 모든 대회에서 우승을 차지했다. 또한 2017년 FIBA 아시아 선수권 대회에 출전하여 6전 전승으로 우승을 거머쥐었고 FIBA 스탄코비치컵에는 5번 출전하여 2009년 대회에서 우승을 차지했고 이후에는 3회 연속 준우승을 차지했으며 코먼웰스 게임에는 2번 참가하여 2번 모두 대회 정상에 올랐다.

## 주요 선수

### 현재
- 다이슨 다니엘스 (애틀랜타 호크스)
- 단테 엑섬 (댈러스 매버릭스)
- 조쉬 기디 (시카고 불스)
- 조쉬 그린 (샬럿 호니츠)
- 조 잉글스 (미네소타 팀버울브스)
- 조크 란데일 (휴스턴 로키츠)
- 패티 밀스 (마이애미 히트)
- 두프 리스 (포틀랜드 트레일블레이저스)
- 벤 시몬스 (브루클린 네츠)

### 과거
- 앤드류 보거트
- 데이비 안데르센
- 크리스 앤스티
- 에런 베인스
- 조나 볼든

## 같이 보기
- 오스트레일리아 여자 농구 국가대표팀